# Arthur le fantôme géant
 (mars 2019).
Si vous disposez d'ouvrages ou d'articles de référence ou si vous connaissez des sites web de qualité traitant du thème abordé ici, merci de compléter l'article en donnant les références utiles à sa vérifiabilité et en les liant à la section « Notes et références ».
Arthur le fantôme géant est une revue mensuelle française de bande dessinée disparue de Petit format de l'éditeur Jeunesse et Vacances qui a eu 6 numéros de mars 1977 à janvier 1978 au format 20x27 cm. La Revue contient aussi Couik de Jacques Kamb et La Pension Radicelle d'Eugène Gire. Il s'agit de reprises d'histoires parues dans Vaillant ou Pif Gadget.

## Les Séries
- Arthur le fantôme justicier (Jean Cézard)
- Couik (Jacques Kamb)
- La Pension Radicelle (Eugène Gire)